# زلابية بوفاريك
زلابية بوفاريك هي نوع جزائري من الزلابية، أصلها من بلدة بوفاريك. وهو من أكثر الأنواع شهرة في الجزائر.

## تاريخ
تُعرف مدينة بوفاريك بزلابيتها، على الرغم من أن أصلها الدقيق لا يزال غير معروف. يعتقد البعض أن العثمانيين هم من أدخلوها، بينما ينسبها آخرون إلى الأندلسيين الذين فروا من إسبانيا بعد عام 1492.
غالبية سكان المدينة يعرفون كيفية تحضير الزلابية، لكن يبدو أن عددًا قليلاً من العائلات فقط يمتلكون الوصفة الأصيلة والمهارة التقليدية التي تنتقل من جيل إلى جيل ضمن نطاق الأسرة. وتحرص هذه العائلات على إنتاجه وبيعه حصرياً خلال شهر رمضان.

## الوصف

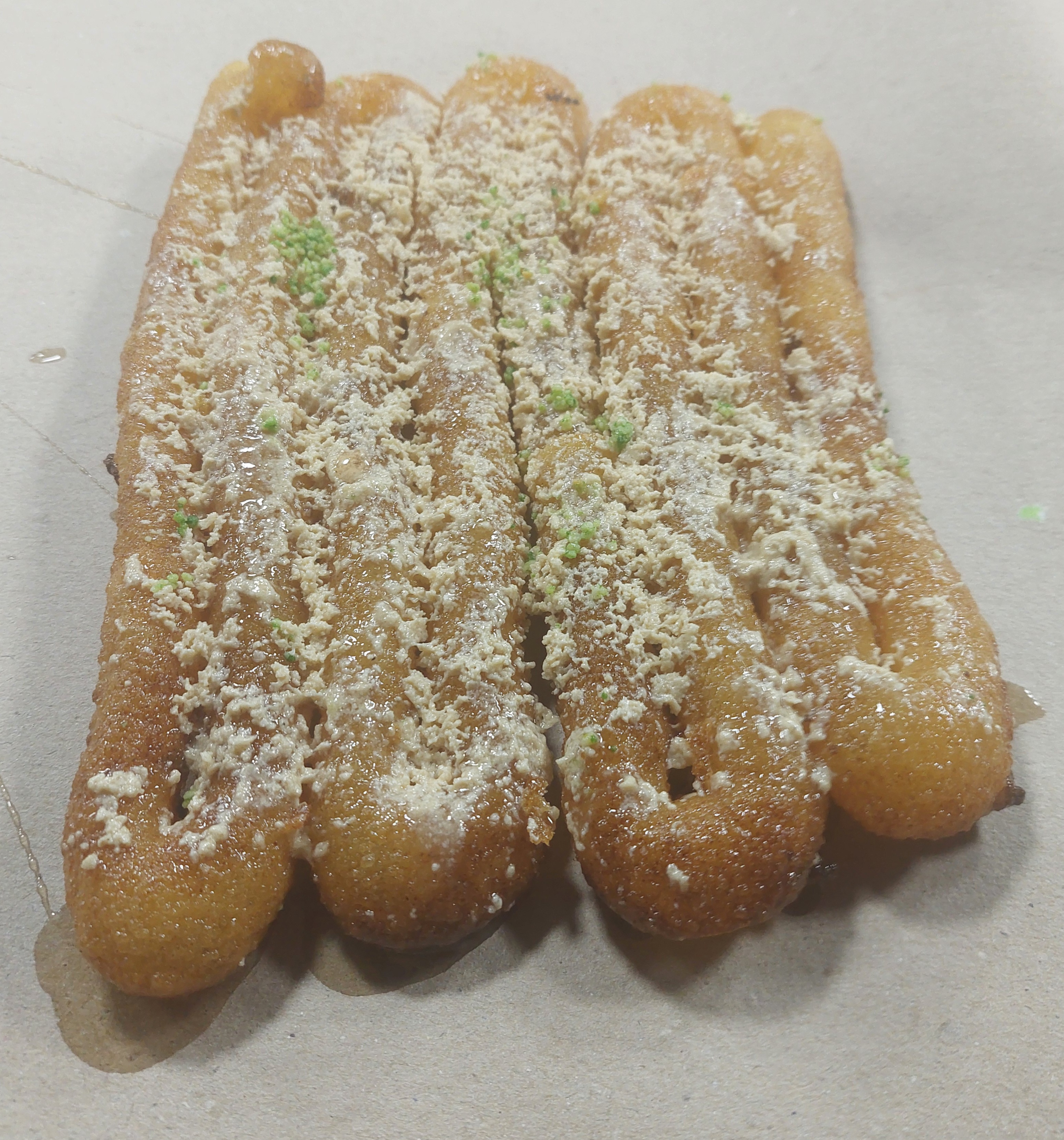
زلابية من بوفاريك مزينة بالشامية.

أتتميز زلابية بوفاريك بأنها واحدة من أكثر الأنواع استهلاكًا في الجزائر إلى جانب الزلابية التونسية. ما يميز زلابية بوفاريك عن النسخة التونسية هو استخدام السميد وغياب الملونات. يتميز هذا النوع بقشرة أكثر سمكًا قليلًا وشكل مستطيل مميز. ولجعل هذه الأطعمة الشهية ناجحة، يجب أن ترتاح العجينة لبعض الوقت. تُقلى على شكل قضبان وتُحضّر باستخدام العسل.
على مستوى مدينة بوفاريك، فإن الحرفيين الأكثر شهرة هم من عائلة أكسيل، الذين يقومون بتصدير الزلابية إلى فرنسا والمملكة المتحدة وبلجيكا. يتم استهلاكها في الغالب خلال شهر رمضان.